# デルタ9
デルタ9（Delta 9、デルタナイン）は、アメリカのシカゴを拠点として活動している、ハードコアテクノのDJ／プロデューサーである。本名はDave Rodgers。
1994年にドロップベース・ネットワーク(Drop Bass Network)からリリースした"Deep 13"をはじめ、長期間にわたり活動を行っており、2002年からは自身が設立したレコードレーベルPsychotik Recordsの運営も行っている。